# 聖心ウルスラ学園短期大学
聖心ウルスラ学園短期大学（せいしんうるすらがくえんたんきだいがく、英語: Saint Ursula Gakuen Mission Junior College）は、宮崎県延岡市緑ヶ丘5-1-12に本部を置いていた日本の私立短期大学である。1967年に設置され、2011年に廃止された。大学の略称はウルスラ。

## 概観

### 大学全体
- 宮崎県延岡市に所在した日本の私立短期大学で、設置主体は学校法人聖心ウルスラ学園[1]。
- 学校法人緑ヶ丘学園により1967年に緑ヶ丘学園短期大学として開学。学科数2[注 1]から成立。
- 2009年度の入学生を最後に[注釈 2]、2011年に短期大学としての使命を終える[注釈 3]

### 建学の精神（校訓・理念・学是）
- 聖心ウルスラ学園短期大学における建学の精神はイエス・キリストの「神が愛したように互いに愛し合いなさい」となっていた[6]。

### 教育および研究
- 聖心ウルスラ学園短期大学は幼児教育者および栄養士養成に力をいれていた。キリスト教系の大学である性質上、一般教育科目には「キリスト教学」・「キリスト教人間学」といった宗教科目があった。

### 学風および特色
- 聖心ウルスラ学園短期大学は、イタリアのローマに本拠を持つ聖心のウルスラ宣教女修道会（イタリア語版）が母体となっていた。同修道会は、16世紀に、パルマ市において、貧しい少女の生活と教育を支援するためのキリスト教的な慈善活動を行っていたヨハネ・ヴァイラの活動に淵源する。修道会は、1575年に創立され、女子学生の守護聖人としても知られる童貞殉教者聖ウルスラを保護者として、その使徒的ありようを理想として仰ぎ修道活動を400年に渡って行ってきた。（参考SITE - ウェイバックマシン（2005年4月1日アーカイブ分））
- 本短大の名称に使われていたウルスラや聖心という言葉は、西欧における聖ウルスラ崇敬の長い歴史が背景にある。
- 創設当初よりイエズス会と密接な関係を持ち、聖イグナティウス・デ・ロヨラによる霊的精神の影響の元にあった。修道会は極東に活動を展開させ、中国にも支部を置いたが、1952年2月、イタリアの修道女4名が中国より追放されたことで結果的に来日し、日本にも修道会の基礎が置かれることとなった。会の活動拠点は福岡市に置かれ、更に宮崎県延岡市に「学校法人聖心ウルスラ学園」を設立し、1955年2月に本校の元となるカトリック学園（学校法人緑ヶ丘学園）を開設した。
- 福岡市に本部修道院を置く「聖心のウルスラ宣教女修道会（日本）」は、学校法人「聖心ウルスラ学園」を通じて、本校と並んで、「聖心ウルスラ学園聡明中学校・聖心ウルスラ学園高等学校」、「聖心ウルスラ学園付属幼稚園」、「聖心ウルスラ幼稚園」等も運営している。「聖心（みこころ）のウルスラ宣教女修道会」は、日本以外にも、中国、フィリピン、オーストラリア、台湾にも支部修道院を備え、宣教活動と教育活動を行っている。
- カトリック精神と宗教的情操教育を通して「正しい世界観、人生観、道徳観を養うこと」が教育方針とされていた。
- 「聖母マリアを讃える行事」、「故人のためのミサ」、「クリスマスの祈りの行事」、 「卒業のための感謝のミサ」など宗教行事が盛んであった。

## 沿革
- 1955年
  - 2月22日 学校法人緑ヶ丘学園設立認可[7]。
- 1960年
- 1967年
  - 3月25日 左記を以て文部省[注 2]より短期大学の設置が認可される[8]。
  - 4月1日 緑ヶ丘学園短期大学として以下の学科体制にて開学。
    - 家政科 入学定員100名[9]

  - 5月1日 学生数[10]/定員[11]
    - 家政科 61[注釈 4]/100
- 1970年
  - 4月1日 以下の学科を増設する[注釈 5]。
    - 幼児教育学科 入学定員50名[13]

  - 同 家政科を家政学科と改め、なおかつ以下の専攻課程を置く[注釈 5]。
    - 家政専攻 入学定員50名
    - 食物栄養専攻 入学定員50名

  - 5月1日 学生数[14]/定員
    - 家政科 67[注釈 4]/200
    - 幼児教育学科 31[注釈 4]/50
- 1972年
  - 4月1日 緑ヶ丘学園短期大学を緑ヶ丘学園延岡短期大学に名称変更[15]。
- 1981年

  - ** 4月1日 家政学科家政専攻の募集を最後とする[注 3]。
  - 5月1日 学生数[18]/定員
    - 家政学科 106[注釈 4]/140
    - 幼児教育学科 140[注釈 4]/100
- 1990年
  - 4月1日 学校法人緑ヶ丘学園を学校法人聖心ウルスラ学園に名称変更。緑ヶ丘学園延岡短期大学を聖心ウルスラ学園短期大学に名称変更[19]。
- 1992年
  - 4月1日 家政学科家政専攻を廃止し、家政学科（食物栄養専攻）を食物栄養学科に名称変更[20]。
  - 5月1日 学生数[注 4]/定員
    - 食物栄養学科 40[注釈 4]/50
      - 家政学科 51[注釈 4]/50

    - 幼児教育学科 87[注釈 4]/100
- 1999年
  - 4月1日 男女共学とする[注釈 6]。
  - 5月1日 学生数[23]/定員
    - 食物栄養学科 66[注 5]/100
    - 幼児教育学科 58[注 6]/100
- 2009年
  - 4月1日 学生募集をこの年度で最後とする[注釈 2]。
- 2011年
  - 3月31日 最後の卒業生を送り出し、閉校[24]。
  - 5月20日 左記をもって正式に廃止となる[注釈 3]。

## 基礎データ

### 所在地
- 宮崎県延岡市緑ヶ丘5-1-12[注釈 1]

### 当時の交通アクセス
- JR日豊本線南延岡駅より徒歩約20分
- 同駅より宮崎交通バス
  - 雷管行き（市内11号線）にて「平和橋」バス停留所下車、徒歩で約5分。
  - 土々呂方面行き（ロックタウン日向行きなど）にて「塩浜工場前」バス停下車、徒歩約5分。

### 象徴
- 右記資料を参照のこと[25]

## 教育および研究

### 組織

#### 学科
- 食物栄養学科 入学定員50名[注釈 7]
- 幼児教育学科 入学定員50名[注釈 7]

##### 学科の変遷
- 家政学科
  - 家政専攻 入学定員25名[注 7]
  - 食物栄養専攻→食物栄養学科
- 幼児教育学科

#### 専攻科
- なし

#### 別科
- なし

##### 取得資格について
- 栄養士が食物栄養学科にて取得できた[28]。
- 保育士資格と幼稚園教諭二種免許状が幼児教育学科にて取得できた[28]。
- 過去にあった家政学科家政専攻は、中学校教諭二級免許状（家庭）・（保健）の認可を受けていた[29]。

### 研究
- 『紀要』[30]
- 『緑ケ丘学園延岡短期大学紀要』[31]

## 学生生活

### 部活動・クラブ活動・サークル活動
- 聖心ウルスラ学園短期大学のクラブ活動
  - 体育系：サッカー・弓道・ダンスほか
  - 文化系：ガーデニング・折り紙ほか

### 学園祭
- 聖心ウルスラ学園短期大学の学園祭は「緑苑祭」と呼ばれ、例年10月に行われていた。[注釈 6] [注釈 6]

## 大学関係者と組織

### 大学関係者一覧

#### 大学関係者
- ガバリエリ・クラウディア：初代学長
- 太田賢一郎：現学長

## 施設

### キャンパス
- 図書館・学生食堂・コンピューター室ほか

### 寮
- 聖心ウルスラ学園短期大学には「聖心ウルスラ学園寮」と称した女子学生寮があった。

## 対外関係

### 系列校
- 聖心ウルスラ学園聡明中学校・聖心ウルスラ学園高等学校
- 聖心ウルスラ学園附属幼稚園
- 聖心ウルスラ学園歯科衛生士専門学校（2008年廃止）

## 卒業後の進路について

### 編入学・進学実績
- 家政学科
  - 家政専攻：
  - 食物栄養専攻＆食物栄養学科：中村学園大学ほか
- 幼児教育学科：東海学院大学・九州保健福祉大学・宮崎女子短期大学専攻科ほか